# Liceum Ogólnokształcące w Sztumie

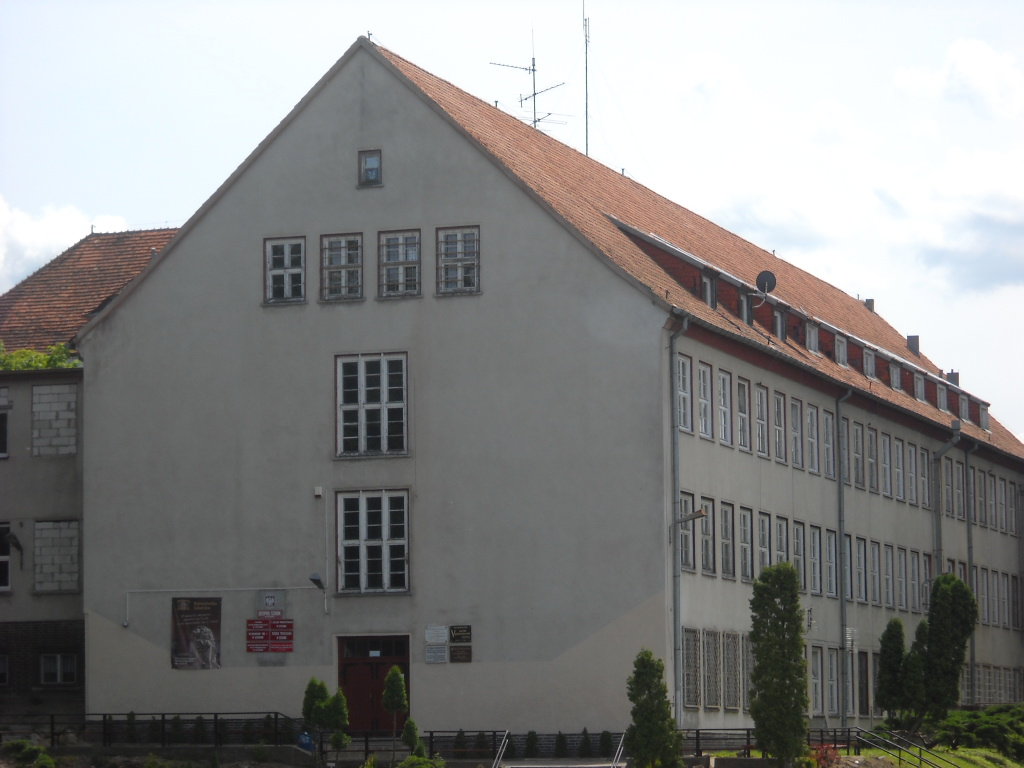
Zespół Szkół w Sztumie (2010)

Liceum Ogólnokształcące w Sztumie – liceum ogólnokształcące w Sztumie, w województwie pomorskim, w Polsce. Część Zespołu Szkół im. Jana Kasprowicza w Sztumie.

## Historia
Po kilkuletnich staraniach Powiatowej Rady Narodowej w Sztumie, mających na celu utworzenie w tym mieście średniej szkoły ogólnokształcącej, 23 czerwca 1956 Ministerstwo Oświaty podjęło decyzję o przekształceniu Szkoły Podstawowej nr 1 w Szkołę Podstawową i Liceum Ogólnokształcące w Sztumie. Dyrektorem placówki został mianowany Michał Giembicki. Pod jego przewodnictwem odbyło się 25 czerwca 1956 organizacyjne posiedzenie 13-osobowej rady pedagogicznej, a 1 września tego samego roku 46 uczniów w dwóch oddziałach klas VIII rozpoczęło w placówce naukę. Zajęcia odbywały się początkowo przy ulicy Reja, jednak w następnym roku szkoła przeniosła siedzibę na ulicę Kasprowicza, do dawnego budynku wojskowego. Pierwszy egzamin dojrzałości w szkole odbył się w 1960, zdało go 19 osób.
We wrześniu 1966, przy okazji pierwszego zjazdu absolwentów, nadano szkole imię „Brygady Grunwald”. Wręczono również szkole ufundowany przez mieszkańców powiatu sztandar.
W kwietniu 1983 odbyły się obchody 25-lecia LO, przełożone z 1981 m.in. z powodu stanu wojennego. W 1988 odbył się zjazd absolwentów z okazji 30-lecia LO oraz 25-lecia istniejącego w tym samym budynku liceum ekonomicznego. Z powodu remontu szkoły były one także opóźnione o dwa lata. Kolejne obchody rocznicowe szkoły, połączone ze zjazdami absolwentów, odbyły się w 1996, 2001, 2006, 2012 (przełożone z powodu remontu z 2011), 2016 i 2021 (zjazd wirtualny).
W związku z wygaśnięciem imienia LO „Brygady Grunwald”, spowodowanym likwidacją szkół starego typu, 30 października 2006 nadano całemu Zespołowi Szkół imię Jana Kasprowicza.

## Absolwenci i pracownicy
Absolwentami sztumskiego LO są m.in.: kapitan żeglugi wielkiej i malarz Jacenty Lubowiecki (1960), pisarz i dziennikarz Zbigniew Branach (1965), ks. prof. dr hab. Jan Wiśniewski (1969), odznaczony Krzyżem Kawalerskim OOP za działalność opozycyjną w PRL archiwista i bibliotekarz Leszek Koszytkowski (1974), poeta i dziennikarz Janusz Ryszkowski (1974), burmistrz Sztumu Leszek Tabor (1977), kujawsko-pomorski kurator oświaty od marca 2016 do grudnia 2023 Marek Gralik (1977), pomorski kurator oświaty od maja 2006 do stycznia 2007 Adam Krawiec (1978), generał brygady Tomasz Dominikowski (1989), aktorka Lea Oleksiak (1999), kilkukrotny medalista mistrzostw Polski i Europy juniorów w kajakarstwie Karol Rogoziński (2005) oraz lekkoatletka (mistrzyni Polski w siedmioboju i halowa w pięcioboju) i bobsleistka Agnieszka Borowska (2010).
W latach 1963–1968 kierownikiem internatu, a także nauczycielem języka polskiego i historii, był filolog klasyczny i obecny profesor Marian Szarmach (były wykładowca Uniwersytetu Mikołaja Kopernika w Toruniu).

### Dyrektorzy
- 1956–1972: Michał Giembicki
- 1972–1975: Edward Wójcik
- 1975–1977: Janusz Baranowicz
- 1977–1982: Bogdan Śliwiński
- 1982–1990: Stanisław Walczak
- 1990–2007: Czesław Oleksiak
- 2007–2012: Mariusz Krause
- 2012–2022: Wiesława Kowalik
- od 2022: Ewa Cebula

## Wyróżnienia
Liceum Ogólnokształcące w Sztumie czterokrotnie otrzymało dyplom uznania przyznawany przez Komitet Główny Olimpiady Geograficznej i Nautologicznej (1981, 1989, 1994, 2002). W 2004 placówka otrzymała certyfikat „Szkoły z klasą”.